# Alessandro Albani
Alessandro Albani (Urbino, 15 ottobre 1692 – Roma, 11 dicembre 1779) è stato un militare, cardinale, mecenate, poeta, bibliofilo e collezionista italiano.
Mecenate e amico del Winckelmann, che fu suo ospite per molti annì, raccolse ricche collezioni di opere d'arte e cimeli dell'antichità, che sistemò nella celebre Villa Albani. Noto per il suo amore per l'arte, fu promotore della nascente arte neoclassica.

## Biografia
Figlio di Orazio Albani (1652-1712), fratello di papa Clemente XI, e di Maria Bernardina Ondedei‑Zonghi, iniziò gli studi di giurisprudenza presso l'Università "La Sapienza" di Roma, ma ben presto venne avviato alla carriera militare: già a nove anni, il 26 agosto 1701, era stato accolto fra i membri dell'Ordine dell'Ospedale di San Giovanni di Gerusalemme, e nel 1707 venne nominato colonnello del reggimento dei dragoni nell'esercito pontificio. L'anno seguente fu al comandò dei reparti di cavalleria pontificia durante l'occupazione imperiale di Comacchio.
Alessandro era un membro della famiglia Albani (ramo di Urbino), che proveniva dalla famiglia Albani che vi si era stabilita dall'Albania settentrionale nel XV secolo. Il padre di Alessandro, Orazio, era fratello di papa Clemente XI Albani, che convinse Alessandro a mettere da parte la sua nascente carriera militare. In parte la sua vista debole, che portava alla cecità in età avanzata, non era propizia per un soldato, e quindi Alessandro entrò nel clero. Dopo la morte di papa Clemente XI nel marzo 1721, papa Innocenzo XIII nominò Alessandro cardinale, il 16 luglio 1721 cardinale diacono di Sant'Adriano al Foro - per il quale Alessandro richiese numerose dispense speciali, anche perché suo fratello, Annibale Albani, era stato fatto cardinale nel 1711 e sedeva ancora nel Sacro Collegio.
La debolezza della vista, che negli anni della vecchiaia lo avrebbe poi portato alla cecità, lo rendeva però inadatto alla carriera delle armi, perciò lo zio pontefice gli suggerì di intraprendere quella ecclesiastica: Clemente XI lo nominò nel 1718 segretario dei memoriali, e, l'anno dopo, chierico della Camera Apostolica.
Nominato nunzio apostolico nel 1720, venne inviato a Vienna dal papa per tutelare i diritti feudali della Santa Sede sul ducato di Parma e Piacenza e concludere i negoziati per la restituzione allo Stato della Chiesa del territorio di Comacchio, i suoi costumi mondani e indisciplinati erano però per il pontefice fonte di preoccupazione: tra l'altro, pur avendo il papa accolto e ospitato a Roma il pretendente al trono inglese Giacomo Stuart, Albani non nascose la sua simpatia per il Casato di Hannover: amico dell'antiquario Filippo Stosch, con il quale condivideva la passione per l'arte e che agiva da informatore segreto per il sovrano inglese Giorgio I sulle attività dello Stuart a Roma, varie volte viene nominato nelle lettere di questi a Londra come la sua fonte. Dopo che Stosch ebbe lasciato Roma nel 1731, Albani stesso gli inviava informazioni in cifra.
Divenuto cardinale sotto il successore dello zio, Innocenzo XIII, nel concistoro del 16 luglio 1721 (furono necessarie varie dispense speciali, anche perché suo fratello maggiore, Annibale, era stato creato cardinale nel 1712 e sedeva ancora nel Sacro Collegio), il papa lo nominò cardinale diacono di Sant'Adriano al Foro il 24 settembre dello stesso anno, titolo dal quale passò poi a quelli di Santa Maria in Cosmedin (1722), Sant'Agata (1740), Santa Maria ad Martyres (1743) e Santa Maria in Via Lata (1747) e fino alla nomina del cardinale Francesco Scipione Maria Borghese, effettuata da Benedetto XIII, è stato il porporato italiano più giovane.
La sua abilità diplomatica lo rese prezioso nel conflitto originatosi fra la Santa Sede e Vittorio Amedeo II di Savoia, vertente su nomine e benefici ecclesiastici in Piemonte e aggravatosi con l'acquisizione della Sardegna da parte della Casa di Savoia: sull'isola, infatti, il papato vantava antichi diritti di investitura feudale. Gli accordi furono conclusi nel 1726, e Vittorio Amedeo dimostrò all'Albani la propria gratitudine assegnandogli la ricca abbazia di Staffarda e nominandolo protettore del regno. Negli ambienti di Curia, tuttavia, il partito degli "zelanti" considerò eccessive le concessioni fatte dall'Albani, e le tensioni aumentarono con l'ascesa al pontificato di Clemente XII, avverso ai Savoia, che dichiarò nullo il concordato nel 1731. Le successive trattative si trascinarono quindi per anni, e si giunse alla stipulazione di un nuovo concordato solo nel 1741: in quell'occasione Albani firmò per il Piemonte.
Da cardinale partecipò ai conclavi del 1724, 1730, 1740, 1758, 1769, 1774-1775. Il suo atteggiamento antiborbonico, e in particolare anti-francese, lo avvicinò agli interessi asburgici: nel 1743 venne nominato protettore degli Stati ereditari austriaci e, nel 1745, anche dell'Impero. Tra il 1744 e il 1748 resse inoltre l'ambasciata austriaca a Roma.
Al tempo del pontificato di Clemente XIV, si riallineò al partito degli zelanti contro le interferenze delle monarchie europee nei conflitti sorti in seguito all'espulsione dei gesuiti da diversi Stati cattolici e che portò infine alla soppressione della Compagnia di Gesù: Albani era contrario a quest'atto, e i suoi rapporti con Clemente XIV furono piuttosto tesi.
Nel 1764 nella sua villa si tenne una adunanza degli Arcadi per l'accalmazione di Giuseppe II a re dei Romani, dove Pellegra Rossetti Bongiovanni ricette onori e successo.
Morì a Roma l'11 dicembre 1779 e venne sepolto nella chiesa di San Sebastiano fuori le mura.

## Il mecenate
La fama di Albani è oggi soprattutto legata alla sua attività di collezionista e mecenate.
Amante delle arti fin dalla giovane età, promosse vaste campagne di scavi archeologici nei dintorni di Roma, e si dedicò alla formazione di preziose collezioni di arte antica. Una prima raccolta di statue dovette essere parzialmente venduta al re di Polonia nel 1728, a causa delle difficoltà finanziarie del cardinale. Il rammarico per la perdita di quei trenta pezzi suscitato a Roma fu grande: per evitare che la cosa si ripetesse, nel 1733 papa Clemente XII acquistò da Albani la sua seconda collezione, di busti romani, ed è da allora conservata presso il Museo Capitolino. Una terza collezione, di bronzi provenienti in gran parte da Tivoli, fu saccheggiata dai Francesi durante la Repubblica Romana (1798-1799) e passò poi in parte a Luigi I di Baviera, e in parte alla famiglia dei Torlonia, che aveva acquistato la celebre Villa del cardinale fuori porta Salaria, commissionata all'architetto Carlo Marchionni e che ospitò la sua collezione di antichità e scultura romana, oggetto di studi di numerosi artisti italiani e stranieri, tra cui Anton Raphael Mengs e Johann Joachim Winckelmann, che fu ospite del cardinale negli ultimi dieci anni della sua vita e si occupò anche di catalogare il materiale.

Insieme ai fratelli Carlo e Annibale, provvide ad acquistare ed abbellire il palazzo alle Quattro fontane che già nel 1725, nella descrizione di Ottavio Panciroli, appariva ricolmo di opere d'arte appartenenti alla loro collezione.

Il cardinale Albani fece costruire ad Anzio anche un'altra villa (1718-1726) con un vasto parco, abitabile però solo per poche settimane all'anno in primavera a causa dell'ambiente malsano che favoriva la diffusione della malaria: scavi effettuati nel terreno del parco portarono alla luce molte sculture di epoca romana. Alla sua morte l'edificio andò in abbandono e venne recuperato da Pio IX, il quale ne fece luogo di accoglienza e cura per bisognosi.
Delle collezioni epigrafiche e numismatiche del cardinale sono rimaste numerose descrizioni a stampa. Albani fu inoltre nominato Bibliotecario di Santa Romana Chiesa il 12 agosto 1761 e fu anche poeta arcade col nome di Chrisalgus Acidanteus.

Il cardinale Albani, grande amante dell'arte, fu anche un grande collezionista di libri antichi. La sua collezione è tuttora dispersa tra l'Italia e la Francia. Importante ex libris rappresentato da tre lettere alfabetiche sovrapposte di colore rosso, solitamente visualizzabile al frontespizio dei libri antichi.

## Albero genealogico
|                    |   |                          | Genitori          |  |  | Nonni |  |  | Bisnonni      |  |  | Trisnonni       |  |
|                    |   |                          |                   |  |  |       |  |  | Orazio Albani |  |  | Annibale Albani |  |
|                    |   |                          |                   |  |  |       |  |  | Orazio Albani |  |  | Annibale Albani |  |
|                    |   | Giulia Giordani          |                   |  |  |       |  |  | Orazio Albani |  |  |                 |  |
| Carlo Albani       |   |                          |                   |  |  |       |  |  | Orazio Albani |  |  |                 |  |
|                    |   | Olimpia Staccoli         | Girolamo Staccoli |  |  |       |  |  |               |  |  |                 |  |
|                    |   | Olimpia Staccoli         | Girolamo Staccoli |  |  |       |  |  |               |  |  |                 |  |
|                    |   | Olimpia Staccoli         | …                 |  |  |       |  |  |               |  |  |                 |  |
| Orazio Albani      |   | Olimpia Staccoli         |                   |  |  |       |  |  |               |  |  |                 |  |
|                    |   | Giovanni Francesco Mosca | Ettore Mosca      |  |  |       |  |  |               |  |  |                 |  |
|                    |   | Giovanni Francesco Mosca | Ettore Mosca      |  |  |       |  |  |               |  |  |                 |  |
|                    |   | Giovanni Francesco Mosca | …                 |  |  |       |  |  |               |  |  |                 |  |
| Elena Mosca        |   | Giovanni Francesco Mosca |                   |  |  |       |  |  |               |  |  |                 |  |
|                    |   | Lucia Nembrini           | Giovanni Nembrini |  |  |       |  |  |               |  |  |                 |  |
|                    |   | Lucia Nembrini           | Giovanni Nembrini |  |  |       |  |  |               |  |  |                 |  |
|                    |   | Lucia Nembrini           | …                 |  |  |       |  |  |               |  |  |                 |  |
| Alessandro Albani  |   | Lucia Nembrini           |                   |  |  |       |  |  |               |  |  |                 |  |
|                    | … | …                        |                   |  |  |       |  |  |               |  |  |                 |  |
|                    | … | …                        |                   |  |  |       |  |  |               |  |  |                 |  |
|                    | … | …                        |                   |  |  |       |  |  |               |  |  |                 |  |
| Ottavio Ondedei    | … |                          |                   |  |  |       |  |  |               |  |  |                 |  |
|                    |   | …                        | …                 |  |  |       |  |  |               |  |  |                 |  |
|                    |   | …                        | …                 |  |  |       |  |  |               |  |  |                 |  |
|                    |   | …                        | …                 |  |  |       |  |  |               |  |  |                 |  |
| Bernardina Ondedei |   | …                        |                   |  |  |       |  |  |               |  |  |                 |  |
|                    |   | …                        | …                 |  |  |       |  |  |               |  |  |                 |  |
|                    |   | …                        | …                 |  |  |       |  |  |               |  |  |                 |  |
|                    |   | …                        | …                 |  |  |       |  |  |               |  |  |                 |  |
| …                  |   | …                        |                   |  |  |       |  |  |               |  |  |                 |  |
|                    |   | …                        | …                 |  |  |       |  |  |               |  |  |                 |  |
|                    |   | …                        | …                 |  |  |       |  |  |               |  |  |                 |  |
|                    |   | …                        | …                 |  |  |       |  |  |               |  |  |                 |  |
|                    |   | …                        |                   |  |  |       |  |  |               |  |  |                 |  |